# Euscelidia setifer
Euscelidia setifer är en tvåvingeart som först beskrevs av Frey 1937.  Euscelidia setifer ingår i släktet Euscelidia och familjen rovflugor. Inga underarter finns listade i Catalogue of Life.